# 舞闘天国アフロダンサーズ
『舞闘天国アフロダンサーズ』（ぶとうてんごくアフロダンサーズ）は、川野匠作のギャグ漫画である。『月刊コロコロコミック』2006年2月号から2007年4月号まで本格的に連載。ホビーにもなっている。ギャグマンガではあったが、4コマ漫画となった回もある。

## 登場人物
キャラのとなりのかっこは（本名・ふりがな）となっている。
アフ朗（神賀アフ朗・かみがあふろう）
主人公。虎掘田小学校にやってきた転校生。よく女子にもてる。（本人は全く気にしていない。）
ペットでアフロをかぶったハムスター、「アフロハムスター」を飼っている。ダンス部に所属している。名前は「髪がアフロ」から。主にボケ担当
ハマー（浜中汁次郎・はまなかしるじろう）
自称ダンスキング。虎掘田小学校6年4組（アフ朗のクラス）の担任教師。ダンス部の顧問の先生。
本人が言うには虎掘田小学校はダンスの名門校らしい。ツッコミ担当。
ムッキー（桃茂ムキ彦・もももむきひこ）
6年4組の学級委員長。普段はデブでぽっちゃり系の感じだが、ミルクを飲むとムキムキになる不思議な体質を持つ。人気のことでアフ朗をライバル視している。名前は「股もムキムキ」から。ちなみにマンガで唯一実際にアフロになったことがない。出番は少ない。
エレキ（江零木照・えれきてる）
自称フランス帰り。ハマーと同じ虎掘田小学校の6年1組の担任教師。かま言葉で話す。
ハマーをライバル視している。名前は「エレキテル」から。どういうわけかフランスでロックンロールを学んだらしい。ダンス大会の審査員も務めた。
ターボー（地井崎タマ男・ちいさきたまお）
自称アメリカからの転校生。（父親はアメリカ人と言い張っているが実は純粋な日本人。）アフ朗のクラスメート。
女子のいる所はかわいこぶって、女子のいない所で本性を出す卑怯者。「〜らっぱ。」が口癖。走るのが速い。アフロをかぶると性格が変わる。何かとアフ朗をライバル視している。名前は「小さき玉」から。

## ホビーとしてのアフロダンサーズ
アフロと同時についているフィギュアにアフロをはめるとフィギュアが高速回転する仕組み。アフロのサングラスを押すとフィギュアが吹き飛ぶ仕組みにもなっている。